# Duelo criollo
Duelo criollo es un tango cuya música pertenece a Juan Rezzano en tanto que la letra es de Lito Bayardo que obtuvo en el Concurso de Max Glücksmann de tangos de 1928 auspiciado por la discográfica Nacional el 4° premio. Ese mismo año Carlos Gardel lo estrenó en el cine La Bolsa, en Rosario, y lo grabó en París en octubre de 1928. También el mismo año lo registró Francisco Canaro con la voz de Charlo. El tema de la obra -que ya había aparecido en tangos anteriores- es un duelo criollo entre dos guapos que disputaban el amor de una joven.

## Los autores
Juan Rezzano ( Génova, Italia, 5 de junio de 1895 – Buenos Aires, Argentina, 11 de febrero de 1979 ) fue un bandoneonista y director de orquesta que desarrolló su carrera profesional en Argentina, donde compuso una cincuentena de obras con letras de diversos autores.
Lito Bayardo (Rosario, 3 de marzo de 1905 - Buenos Aires, 7 de marzo de 1986) fue un poeta, letrista, actor, guitarrista, cantor y compositor de tangos argentino cuyo nombre real era Manuel Juan García Ferrari.

## Creación del tango
Bayardo y Rezzano se conocieron en 1927 en la casa de música Fernando Manliandi de la ciudad de Rosario donde ambos residían. Al año siguiente 
Rezzano le acercó a Bayardo la música de un tango proponiéndole que le pusiera letra para presentarse en el Concurso de Tangos que organizaba la discográfica Nacional. Trabajaron cuidadosamente la obra, cuyo nombre lo sacaron del afiche de un local que hacía publicidad de los cuchillos filosos que vendía con un cartel en el que aparecían dos de ellos cruzados como en una pelea, y lo presentaron al concurso sin mucha esperanza porque sabían que había participantes de primera línea y obtuvieron el cuarto premio. El ganador fue Piedad de Carlos Percuoco y Luis De Biase, le siguió Te aconsejo que me olvides de Pedro Maffia y Jorge Curi y el tercer premio fue para Alma en pena de Anselmo Aieta y Francisco García Jiménez. Desde entonces Rezzano y Bayardo colaboraron en obras de diversos géneros - tangos, rancheras, valses, fados y foxtrot-. Ese mismo año 1928 Carlos Gardel estrenó el tango en el cine La Bolsa, en Rosario y lo grabó en París en octubre de 1928.  También el mismo año lo registró Francisco Canaro con la voz de Charlo.

## El tema de la letra

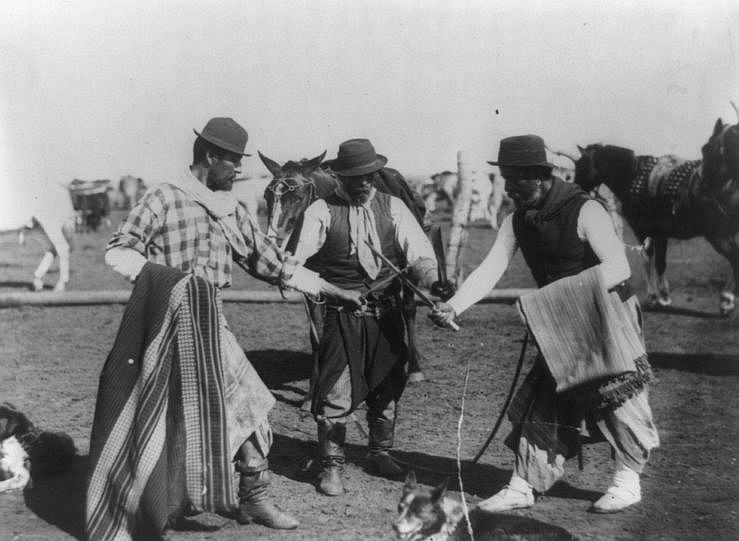
Gauchos del Río de la Plata en posición de duelo.

La valoración de la sociedad ante el duelo popular varió en el tiempo. Sandra Gayol muestra con base en notas periodísticas y archivos de informes policiales de fines del siglo XIX  el deleite y complacencia de los espectadores de peleas callejeras reflejados en crónicas publicadas en diarios de primera línea –La Prensa y La Nación- en las que además de la descripción de las mismas se alababa:

’la maestría  en estos “duelistas de puños”, la habilidad que permitía “conquistar fama de valientes”, la “buena fe” y la lealtad de su comportamiento…Las “tremendas puñaladas y hachazos formidables rechazados con maestría”, los “duelos sin testigos” en donde el “acero flameaba, centellaba y era imposible seguir las rápidas evoluciones que describía”…’ 

Tomando las mismas fuentes de datos, Gayol ubica a mediados de la década de 1880 un cambio en el enfoque: las notas se hicieron más escuetas, se incorporaban más citas del Código Penal y, a tono con la evolución de la psiquiatría y la criminología, aparece un rechazo a la violencia interpersonal y se la asocia en forma específica con los sectores populares.
En tangos anteriores a 1928 ya estaba el rito del duelo; en El ciruja (1926) en el cual “Frente a frente, dando muestras de coraje los dos guapos se trenzaron en el Bajo”, en Farolito viejo (1927) “también a sus rayos brillaron las dagas cruzadas en duelo por un mismo amor”, en Mandria (1926), música de Juan Rodríguez y letra de Francisco Brancatti y Juan Velich, “Tome mi ponche….No se aflija…Si hasta el cuchillo se lo presto”, en Allá en el Bajo (1926), música de Agustín Magaldi y Pedro Noda, letra de Ismael Aguilar y Gerónimo Martinelli Massa, “Dos hombres llegan…Son dos rivales; en duelo criollo, resolverán” y en Ladrillo (1926), música de Juan de Dios Filiberto y letra de Juan Andrés Caruso, “un compadrón molestaba a la que era su amor. Jugando entonces su vida, en duelo criollo, Ladrillo, le sepultó su cuchillo”

## Grabaciones
Carlos Gardel grabó el tango en París en octubre de 1928 y el mismo año lo hizo Francisco Canaro con la voz de Charlo. Canaro volvió a registrarlo en 1939 en versión solamente instrumental y en 1945 con la voz de Guillermo Rico. Otras grabaciones se deben a Ignacio Corsini, Alberto Gómez con la orquesta de Pedro Maffia, el Cuarteto Pirincho, Carlos Di Sarli con la voz de Jorge Durán y con Mario Pomar. Entre los solistas que lo registraron pueden recordarse a Adriana Varela, Alberto Marino, Nelly Omar, Hugo del Carril, Edmundo Rivero, Ángel Vargas. En otros países lo grabaron Milva en Italia y Bernard Potock en una versión en hebreo llamada Riwka Ben Zaben.

## Censura radiofónica
A partir de 1943 dentro de una campaña iniciada por la dictadura militar de 1943 que obligó a suprimir el lenguaje lunfardo, como así también cualquier referencia a la embriaguez o expresiones que en forma arbitraria eran consideradas inmorales o negativas para el idioma o para el país, así, por ejemplo, se prohibió la emisión por radio de Cafetín de Buenos Aires por su supuesto pesimismo y por la comparación entre el cafetín y la madre.
Las restricciones continuaron al asumir el gobierno constitucional del general Juan Domingo Perón y en 1949 directivos de Sadaic le solicitaron al administrador de Correos y Telecomunicaciones en una entrevista que se las anularan, pero sin resultado. Obtuvieron entonces una audiencia con Perón, que se realizó el 25 de marzo de 1949, y el presidente –que afirmó que ignoraba la existencia de esas directivas- las dejó sin efecto.
En enero de 1950 SADAIC cuestionó a Radio El Mundo por aplicar criterios restrictivos sobre los temas de las canciones. En 1952 la entidad de los autores acordó con las autoridades una lista de canciones populares que por razones de buen gusto o decoro idiomático no debían pasarse por radio. Opina al respecto el escritor Oscar Conde que en definitiva, SADAIC no cuestionaba la censura en sí misma sino quién la aplicaba.
En octubre de 1953 se aprobó la Ley de Radiodifusión n° 14 241 que no tenía previsiones sobre el uso del lenguaje popular en radio pero las restricciones en alguna medida continuaron.
Debido a la censura, en la grabación de Canaro del 16 de mayo de 1945, el cantor Guillermo Rico en lugar de “piba del arrabal” dice “moza del arrabal” y en lugar de “taura más mentado”, “un mozo del lugar”. Cuando lo grabó Di Sarli el 23 de septiembre de 1946 vuelve al texto original la primera frase pero mantiene la modificación en la segunda.